# Green Lake (Wisconsin)
Green Lake è una città degli Stati Uniti d'America, situata in Wisconsin, nella Contea di Green Lake, della quale è anche il capoluogo.